# Masquerade (album av Eric Saade)
Masquerade  är ett musikalbum från 2010 av Eric Saade.

## Låtlista
| Nr  | Titel                    | Kompositör                                                                             | Längd |
| --- | ------------------------ | -------------------------------------------------------------------------------------- | ----- |
| 1.  | Masquerade               | Eric Saade, Anton Malmberg Hård af Segerstad & Tony Malm                               | 3:42  |
| 2.  | Upgrade                  | Alexander Jonsson, Björn Djupström & Charlie Mason                                     | 3:08  |
| 3.  | Break of Dawn            | Eric Saade & Fredrik Kempe                                                             | 3:32  |
| 4.  | It's Gonna Rain          | Fredrik Kempe                                                                          | 3:56  |
| 5.  | Manboy                   | Fredrik Kempe & Peter Boström                                                          | 3:01  |
| 6.  | Say It                   | Gustav Efraimsson, Hayden Bell & Sarah Lundbäck                                        | 3:34  |
| 7.  | Sleepless                | Fredrik Kempe & Peter Boström                                                          | 3:24  |
| 8.  | I'll Be Alright          | Eric Saade, Dimitri Stassos, Mikaela Stenström & Jason Gill                            | 3:17  |
| 9.  | Radioactive              | Dimitri Stassos & Mikaela Stenström                                                    | 3:58  |
| 10. | Why Do We Need Fashion!? | Eric Saade, Anton Malmberg Hård af Segerstad & Niclas Lundin                           | 3:19  |
| 11. | It's Like That With You  | Alexander Kronlund, Stephanie Bentley, Gustav Efraimsson, Hayden Bell & Sarah Lundbäck | 4:32  |

## Listplacering
| Lista (2010-2011) | Topplacering |
| ----------------- | ------------ |
| Sverige           | 2            |

### Fotnoter
1. ↑  ”Listplacering”. http://swedishcharts.com/showitem.asp?interpret=Eric+Saade&titel=Masquerade&cat=a. Läst 25 september 2011.